# Alpha-Bootiden
Die Alpha-Bootiden sind ein von Mitteleuropa beobachtbarer Meteorstrom, der mit einer ZHR von 2 Meteoren pro Stunde eher unauffällig ist. Er heißt nach dem Hauptstern Arktur des Frühjahrs-Sternbildes Bootes, aus dem die Sternschnuppen kommen. Am 28. April, dem Tag des Aktivitätsmaximums, befindet sich der Radiant bei einer Rektaszension von 14h 32m und einer Deklination von +19° knapp östlich von Arktur.
Während des Aktivitätszeitraums vom 14. April bis 12. Mai verlagert sich der 8° durchmessende Radiant täglich um 0,9° in östlicher und 0,1° in südlicher Richtung – in dem Maß, um den die Bahn des früheren Herkunftskometen gekrümmt war.